# Plagiognathus albatus
Plagiognathus albatus är en insektsart som först beskrevs av Van Duzee 1915.  Plagiognathus albatus ingår i släktet Plagiognathus och familjen ängsskinnbaggar.

## Underarter
Arten delas in i följande underarter:
- P. a. albatus
- P. a. vittiscutis